# Skajatjärnarna (Sorsele socken, Lappland, 726067-158023)
Skajatjärnarna är en sjö i Sorsele kommun i Lappland och ingår i Umeälvens huvudavrinningsområde.